# Torre de Miguel Sesmero
Torre de Miguel Sesmero è un comune spagnolo di 1 253 abitanti situato nella comunità autonoma dell'Estremadura.